# ازبک‌بهادر
ازبک‌بهادر (نام علمی: Uzbekbaatar kizylkumensis) نام یک گونه از راسته چندتکمیزه‌ایان است.